# Erythroxylum lancifolium
Erythroxylum lancifolium är en tvåhjärtbladig växtart som beskrevs av Johann Joseph Peyritsch. Erythroxylum lancifolium ingår i släktet Erythroxylum och familjen Erythroxylaceae. Inga underarter finns listade i Catalogue of Life.